# Claqué

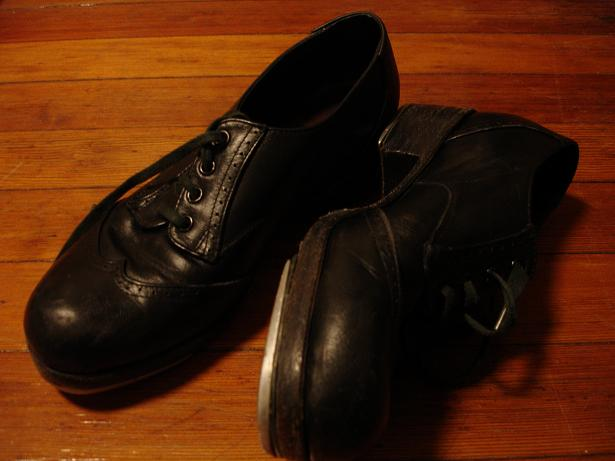
Zapatos de claqué.

El claqué, también llamado tap, es un estilo de baile estadounidense, en el que se mueven los pies rítmicamente mientras se realiza un zapateo musical.

## Historia
El tap se origina a partir de la fusión de las danzas de zuecos de Irlanda, el norte de Inglaterra y Escocia, combinado con los bailes practicados por los afroamericanos, como la juba, entre el siglo XVII y el XVIII.
En 1739, se prohíbe a los esclavos negros que utilicen instrumentos de percusión. Esto los motivó a realizar la percusión con los pies y las manos.
Bailado en un principio por los esclavos, se pulió en Estados Unidos después de la Guerra de secesión. Los bailarines, inmigrantes de diversos grupos, se reunían para competir y para demostrar sus mejores cualidades y movimientos. De esta manera, mientras las danzas se mezclaban, un nuevo estilo de baile nacía: el tap americano. Los bailarines relajaron las posturas rígidas irlandesas, usaron brazos y hombros para marcar y se añadieron nuevos pasos. La improvisación era lo primordial de este baile.
Tras su auge en los años 30 y 40, cuando consiguió gran popularidad por su presencia en diversos musicales de Hollywood, y con artistas como Fred Astaire, el tap se alejó de los escenarios norteamericanos hasta resurgir en los años 70. Ya en la década de los ochenta hubo una serie de espectáculos en Broadway (Sophisticated, Ladies, Black and Blue) y de películas (White Nights, The Cotton Club) que le dieron un nuevo ímpetu.
El zapateo siempre se ubicó dentro del show business, más que en el circuito de la danza seria. Sin embargo, hoy en día existen grandes compañías que hacen temporadas en teatros antes impensables para el tap y sus espectáculos son meramente dedicados a esta danza.
El 25 de mayo se festeja el Día Internacional del Tap. Se eligió este día honrando el nacimiento de Bill "Bojangles" Robinson, quien fue una figura histórica del claqué en la primera mitad del siglo XX.